# گاملی
گاملی (به انگلیسی: Gumley) یک روستا و محله مدنی در بریتانیا است که در Harborough واقع شده‌است. گاملی ۲۰۹ نفر جمعیت دارد.